# Ferdi Behles
Ferdi Behles (* 10. Januar 1929 in Weiskirchen) ist ein deutscher Politiker (CDU).

## Beruf und Politik
Nach dem Abitur am Realgymnasium Sulzbach absolvierte er von 1951 bis 1954 eine Ausbildung zum Verwaltungsbeamten. Er arbeitete als Verwaltungsoberamtsrat bei der Bundesknappschaft. Von 1964 bis 1974 war er Mitglied des Dudweiler Stadtrates, von 1964 bis 1968 Vorsitzender der CDU-Fraktion, von 1968 bis 1974 Erster Beigeordneter der Stadt.
Von 1981 bis 1986 Geschäftsführer der Saarland-Sport GmbH und der Saarland-Spielbanken GmbH.
Mitglied des saarländischen Landtages war Ferdi Behles von 1970 bis 1981. In den Jahren 1974 bis 1977 und Mai 1980 bis September 1981 hatte er den Vorsitz der CDU-Fraktion inne. Von März 1977 bis Mai 1980 war er Finanzminister in den Kabinetten Röder VI und Zeyer I.
Behles ist römisch-katholisch, verheiratet und hat eine Tochter.

## Auszeichnungen
Ferdi Behles ist Träger des Großen Bundesverdienstkreuzes.